# Эмпауэр Филд эт Майл Хай
«Эмпауэр Филд эт Майл Хай» (англ. Empower Field at Mile High) — стадион в Денвере, США, построенный в 1999—2001 годах. Стадион вместимостью 76 125 зрителя служит домашней ареной клубу по американскому футболу «Денвер Бронкос», выступающему в Национальной футбольной лиге. Стоимость строительства стадиона составила $ 400,7 млн.
В 2011 году права на название стадиона выкуплены Sports Authority, крупной сетью магазинов по продаже спортивного инвентаря. После банкротства компании её название было убрано и стадион был временно переименован в «Бронкос Стэдиум эт Майл Хай» до нахождения нового спонсора. 4 сентября 2019 года согласно договору с компанией Empower Retirement сроком на 21 год стадиону было присвоено название «Эмпауэр Филд эт Майл Хай».
В 2002—2003 годах являлся домашним стадионом футбольного клуба «Колорадо Рэпидз», играющего в MLS.
В 2006—2019 годах на стадионе выступала команда по лякроссу «Денвер Аутлоз», играющая в Главной лиге лякросса.